# فتری
فتری (به عربی: فتري) یک منطقهٔ مسکونی در لبنان است که در شهرستان جبیل واقع شده‌است.
 فتری   ۵۰۰ متر بالاتر از سطح دریا واقع شده‌است.